# Cédric Hächler
Cédric Hächler (* 1. Juli 1993 in Seengen) ist ein Schweizer Eishockeyspieler. Der Verteidiger steht beim EHC Olten in der Swiss League unter Vertrag.

## Karriere
Der in Seengen im Kanton Aargau geborene Hächler spielte als Junior beim Zürcher SC und gab in der Saison 2010/11 sein Debüt für die GCK Lions, dem Farmteam des ZSC, in der National League B. In der Saison 2011/12 sammelte er Auslandserfahrung beim schwedischen Verein Malmö Redhawks und kam dort neben Einsätzen in der Jugend auch zu einem Auftritt in der HockeyAllsvenskan, der zweiten Liga des Landes. Er kehrte 2012 nach Zürich zurück, spielte in den folgenden zwei Jahren vorrangig für Küsnacht in der NLB, aber auch für die ZSC Lions in der National League A, mit denen er 2014 Schweizer Meister wurde. Hächler machte einen weiteren Abstecher und stand in der Saison 2014/15 für die Rapperswil-Jona Lakers auf dem Eis, mit denen er im Frühjahr 2015 aus der NLA abstieg. Anschliessend wurde er abermals von den ZSC Lions unter Vertrag genommen. Am 23. Januar 2017 wechselte Hächler zum NLA-Konkurrenten EHC Biel. Zur Saison 2018/19 kehrte er zu den Rapperswil-Jona Lakers zurück, die im Frühjahr 2018 den Aufstieg in die National League geschafft hatten. Auf die Saison 2020/21 wechselte er zum HC Ambrì-Piotta.
Im Mai 2022 gab Zweitligist EHC Olten Hächlers Verpflichtung bekannt.

### International
Im November 2014 wurde Hächler erstmals ins Aufgebot der Schweizer Herrennationalmannschaft berufen und bestritt mit der Nati den Deutschland Cup.

## Erfolge und Auszeichnungen
- 2014 Schweizer Meister mit den ZSC Lions
- 2016 Swiss-Ice-Hockey-Cup-Gewinn mit den ZSC Lions